# 井澤健太朗
井澤 健太朗（いざわ けんたろう、1994年 - ）は、テレビ朝日のアナウンサー。

## 来歴・人物
東京都町田市出身。身長175cm。慶應義塾湘南藤沢高等部、慶應義塾大学法学部政治学科卒業後、2017年入社。同期入社は林美桜・三谷紬。
学生時代は高校まで12年間サッカーを続け、大学では体育会水上スキー部に所属し主将を務めたほか、テレビ朝日アスクに通っていた。第107回全国高等学校野球選手権大会の辞退を発表した広陵高校（広島）の暴力事案に関して、「SNSの何気ない投稿が高校球児の夏を終わらせてしまうということも投稿する前に考えてほしいと思います」と番組内で呼びかけて、SNSを中心に炎上中。被害者への配慮がないことから倫理観が問われている。

## 出演番組
報道番組
| 期間       | 期間       | 番組名              | 役職                               |
| ---------- | ---------- | ------------------- | ---------------------------------- |
| 2017年10月 | 2019年3月  | スーパーJチャンネル | 月・火・金曜日フィールドキャスター |
| 2019年4月  | 2023年12月 | 報道ステーション    | フィールドリポーター               |
| 2024年1月  | 現在       | スーパーJチャンネル | 平日メインキャスター               |

報道番組以外（バラエティ・スポーツ関連・不定期出演）
- 全国高校野球選手権大会中継（朝日放送、2017年） - 「燃えろ!ねったまアルプス」リポーター
- お願い!ランキング（2017年10月20日 - 2018年4月29日） - リポーター
- 弁護士といっしょです（2018年4月22日 - 9月30日） - 進行
- 世界が驚いたニッポン！スゴ〜イデスネ！！視察団　不定期放送（2018年10月13日 - ）- 進行
- スポーツ中継各種